# Shim Hun
Shim Hun est le nom de plume de Shim Dae-seop (심대섭,  沈大燮) un poète et écrivain coréen qui s'est aussi intéressé au cinéma.

## Biographie
Shim est condamné en 1919 à quatre mois de prison pour avoir participé au mouvement pour l'indépendance du 1er mars et est expulsé de son lycée. Il fait ensuite des études de littérature en Chine à l'université de Zhejiang. À partir de 1924, il travaille au journal Dong-A Ilbo. Il commence à écrire mais débute aussi au cinéma avec le premier rôle dans le film Janghanmong : un long rêve de chagrin puis réalise le film Quand le jour se lève en 1926. Cependant, gêné par la censure, il abandonne cette voie et se consacre à l'écriture. Il meurt le 16 septembre 1936 de la fièvre typhoïde.

## Principaux écrits
- Amant de l'Est (1930), son premier roman qui décrit la lutte de jeunes coréens en faveur d'une révolution. Le début est publié sous forme de feuilleton dans le Chosun Ilbo puis censuré.
- Quand viendra le jour (1930), poème de résistance.
- Arbre toujours vert (1935), un roman dans la lignée du mouvement russe des narodniks qui lui a valu de remporter le concours du Dong-A Ilbo.
- Oh, fils de Joseon (1936), un poème dédié à la victoire du marathonien Sohn Kee-chung aux Jeux olympiques.

## Référence
1. ↑  Les Coréens dans l'histoire, « Shim Hun, écrivain et ami fidèle du peuple », KBSworld, le 2 février 2012.